# Phare d'En Pou
Le phare de En Pou est un phare situé sur l'îlot Islote de los Puercos à l'extrémité nord de l'île privée S'Espalmador faisant partie du groupe des îles de Formentera, dans l'archipel des îles Baléares (Espagne).
Il est géré par l'autorité portuaire des îles Baléares (Autoridad Portuaria de Baleares (es)) au port d'Alcúdia.

## Histoire
Ce phare fut mis en service en 1864 pour suppléer le phare de Los Ahorcados dans le balisage du chenal entre Ibiza et Formentera.
C'est une tour cylindrique, avec lanterne et galerie, peinte en blanc avec des bandes horizontales noires. La maison de gardien d'un étage est à l'état d'abandon juste à côté. Les gardiens étaient trop à la merci de la mer sur cette île très exposée et en 1913 une tempête a détruit la maison du gardien, et les gardiens ont été sauvés. Ils ont définitivement quitté l'îlot en 1935 quand le feu a été automatisé.
L'îlot est dans le parc naturel de Ses Salines
Identifiant : ARLHS : BAL-039 ; ES-32580- Amirauté : E0254 - NGA : 4772 .
|                                         |
| Le phare sur En Pou à côté de Fomentera |